# Ahnenpass

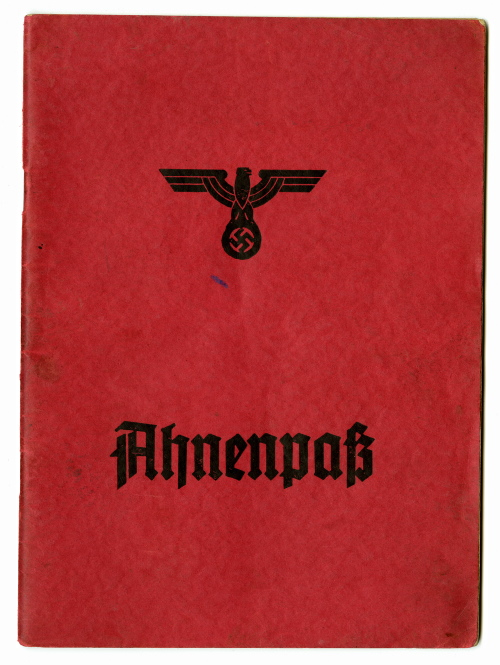
Esempio di Ahnenpaß del NSDAP

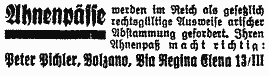
Inserzione pubblicitaria del quotidiano Dolomiten di Bolzano per l'ottenimento degli Ahnenpässe, edizione del 15 maggio 1940

L'Ahnenpass, letteralmente "passaporto genealogico", era un documento personale utilizzato dal regime nazista per certificare che una persona poteva essere considerata "ariana" con un "sangue puro".

## Storia
Tale documento al suo interno conteneva una lunga e minuziosa lista dei progenitori, una sorta di albero genealogico in cui si valutava la discendenza di un individuo. Fu inizialmente utilizzato in Germania nazista nel 1933 dopo un censimento, per conoscere chi era di completa discendenza tedesca e chi no. In seguito fu utilizzato anche durante le opzioni in Alto Adige per vagliare chi poteva trasferirsi all'interno del Terzo Reich. A Bolzano operò dal 1940, per emettere gli Ahnenpässe e preparare anche delle Sippentafeln, una apposita Sippenkanzlei affidata al genealogo locale Franz Sylvester Weber.